# União de facto
União de facto (no direito português) ou união estável (no direito brasileiro) é o instituto jurídico que estabelece legalmente a convivência entre duas pessoas, que para tanto seja aprovada que a  "união estável" é similar ao casamento civil.
À luz da legislação portuguesa "A união de facto é a situação jurídica de duas pessoas que, independentemente do sexo, vivam em condições análogas às dos cônjuges há mais de dois anos."

## Portugal
A Lei n.º 135/99, de 28 de agosto de 1999 veio dar proteção legal a pessoas de sexo oposto que vivam em comunhão de habitação, mesa e leito há mais de dois anos mas que não tenham um vínculo de casamento.
Mesmo antes da Lei nº 135/99 já existiam situações em que era reconhecida a situação de união de facto embora sem essa identificação formal como era o caso, por exemplo, da transmissão dos contratos de arrendamento, a presunção de paternidade e regime de férias. Algumas destas proteções estavam garantidas por diversas leis, as mais antigas datando já de 1976.
No dia 15 de março de 2001 a Assembleia da República votou um novo texto que estendia a proteção a casais do mesmo sexo (exceto adoção), além de enumerar as situações em que a união de facto era dissolvida e de fazer outros pequenos ajustes ao texto legal. Esta lei foi aprovada com os votos favoráveis do PCP, PEV, BE e PS (à exceção dos três deputados independentes humanistas-cristãos) e ainda com quatro votos favoráveis do PSD (grupo de deputados da JSD). A Lei de proteção nas uniões de facto foi publicada no Diário da República, I Série-A, n.º 109, de 11 de maio, como Lei n.º 7/2001. A nova lei de Economia Comum foi publicada na mesma data: Lei n.º 6/2001.
A Lei n.º 7/2001, de 11 de maio, veio a ser alterada pela Lei n.º 23/2010, de 30 de agosto, que deu nova redação aos artigos 1º, 2º, 3º, 4º, 5º, 6º e 8º da lei, bem como procedeu ao aditamento de um novo artigo 2º-A.

### Beneficiários
A lei aprovada regula a situação jurídica de duas pessoas, independentemente do sexo, que vivam em união de facto há mais de dois anos (este prazo não é contabilizado a partir da saída da lei mas sim a partir do início da UF).
Excepções: ter menos de 18 anos (à data do reconhecimento da união de facto), demência, estar casado/a, serem parentes próximos, ter sido condenado/a por homicídio doloso.

### Direitos e deveres
- Protecção da casa de morada de família em caso de falecimento de um dos unidos - em caso de morte do proprietário ou arrendatário da casa, o companheiro/a tem preferência na compra ou continuação do arrendamento durante cinco anos ou período superior, na eventualidade de a união de facto se ter prolongado por período maior que 5 anos;[5]
- Protecção da casa de morada de família em caso de ruptura da união de facto - Na eventualidade de ruptura da união de facto, e nos casos em que a casa de morada de família é arrendada, qualquer dos unidos poderá reivindicar para si a atribuição do imóvel, mesmo que esta tenha sido arrendada a apenas um dos membros do casal; Ainda em caso de ruptura, e na eventualidade de a casa de morada de família ser propriedade de um dos membros da união, ela poderá ser atribuída ao outro membro do casal, nos termos previstos no art. 1793º do Código Civil.[5]
- Beneficiar do regime jurídico de férias, faltas, licenças e preferência na colocação dos funcionários da Administração Pública equiparado ao dos cônjuges.
- Aplicação do regime do imposto de rendimento das pessoas singulares nas mesmas condições dos sujeitos casados.
- Protecção na eventualidade de morte do beneficiário, pela aplicação do regime geral da segurança social e da Lei.
- Prestação por morte resultante de acidente de trabalho ou doença profissional.
- Pensão de preço de sangue e por serviços excepcionais prestados ao país.
- Imposto de Rendimento de pessoas Singulares (a entrega conjunta da declaração de IRS, por ter repercussões orçamentais, só pôde ser feita a partir do ano fiscal de 2002. Não havendo qualquer registo da UF o IRS poderá funcionar como prova da existência da mesma que permitirá o acesso aos direitos de casa, trabalho e pensões).
- Direcção Geral de Protecção Social aos Funcionários e Agentes da Administração Pública (ADSE)

A partir de 2006 os funcionários do estado passam a poder inscrever de forma equivalente a cônjuge a pessoa com quem vivem em união de facto há mais de dois anos. Esta possibilidade foi formalizada com a publicação da Portaria Nº 701/2006 de 13 de julho, publicada no Diário da República, 1.º Série, n.º 134 (em cumprimento da nova redacção publicada no  Decreto-Lei n.o 234/2005, de 30 de dezembro do Decreto-Lei n.o 118/83, de 25 de fevereiro)
- Nacionalidade portuguesa (a partir de 15 de dezembro de 2006 passa a ser possível requerer a nacionalidade por um estrangeiro que viva em união de facto em território nacional há mais de três anos com um cidadão português - Decreto-Lei n.o 237-A/2006 de 14 de dezembro).

Além destes direitos, há muitas outras situações na legislação nacional em que as uniões de facto são reconhecidas, ou foram reconhecidas no passado, entre elas incluem-se:
- Possibilidade de acesso ao perfil de ADN da pessoa com quem se vive em união de facto (Lei n.º 5/2008 de 12 de fevereiro)
- Transmissão de Arrendamento Rural na Região Autónoma dos Açores (Decreto Legislativo Regional n.º 29/2008/A)
- Protecção nos encargos familiares como Abonos de Família e Subsídio de Funeral (Decreto-Lei n.º 176/2003 de 2 de agosto)
- Reconhecimento ao direito ao complemento solidário para idosos (Decreto Regulamentar n.º 14/2007)
- Usufruto das Casas de função atribuídas a funcionários públicos (Decreto-Lei n.º 280/2007 de 7 de agosto)
- Concessão de visto para acompanhamento familiar (Decreto Regulamentar n.º 84/2007 de 5 de novembro)
- Aplicação do programa de apoio financeiro Porta 65 — Arrendamento por Jovens (Decreto-Lei n.º 308/2007 de 3 de setembro)
- Aplicação do Programa de Financiamento para Acesso à Habitação (PROHABITA) (Decreto-Lei n.o 54/2007 de 12 de março)

### Código Penal
Alterações efectivas a partir de 15 de setembro de 2007 aprovadas pela Lei 59/2007 de 4 de setembro.
Nota: Não é claro no texto legal se estes se aplicam a pessoas em união de facto há mais de dois anos ou se qualquer duração é admissível.
- Art 113° Código Penal - Titulares do direito de queixa Pessoas em união de facto independentemente do sexo podem constituir-se Assistente em Processo Penal em nome do parceiro falecido.
- Art 132° Código Penal - Homicídio Qualificado Pessoas em união de facto independentemente do sexo que sejam culpadas de homicídio do parceiro passam a ser enquadradas no homicídio qualificado e são sujeitas a uma pena de 12 a 25 anos.
- Art 152° Código Penal - Violência Doméstica Quem, de modo reiterado ou não, infligir maus tratos físicos ou psíquicos, incluindo castigos corporais, privações da liberdade e ofensas sexuais a pessoa que viva em união de facto independentemente do sexo são puníveis com pena de 1 a 5 anos.
- Art 154° Código Penal - Coacção Passa a depender de queixa mesmo para situação em união de facto independentemente do sexo.
- Art 364° Código Penal - Atenuação Helena e dispensa da pena (359.º, 360.º e 363º) Passa a ser aplicável a casais em união de facto independentemente do sexo.
- Art 367° Código Penal - Favorecimento pessoal A situação de não punivel, ponto 5, passa a ser aplicável a casais em união de facto independentemente do sexo.

### Casais do mesmo sexo vs. casais de sexo oposto
O direito à adopção é consignado "às pessoas de sexo diferente que vivam em UF".
De resto a lei é aplicável quer a casais constituídos por duas pessoas do mesmo sexo, quer por duas pessoas de sexo oposto.

### Casamento civil vs. união de facto
O casamento gera uma série de efeitos de carácter pessoal, patrimonial e sucessório distintos dos que se verificam no caso da união de facto. Os unidos também não estão sujeitos aos mesmos deveres conjugais que incidem sobre os indivíduos casados entre si. Casamento e união de facto são, pois, realidades juridicamente distintas
Muitos dos direitos concedidos pelo casamento civil não são aplicáveis às uniões de facto: o direito de herdar o património comum, o direito de visitas a hospitais e prisões.
Ao contrário do casamento que tem efeitos imediatos a união de facto só é aplicável após dois anos de vida em comum. Note-se que a união de facto, ao contrário do casamento, não tem de ser reconhecida oficialmente pelas duas pessoas para ter efeitos legais: as protecções na lei são aplicáveis por defeito a qualquer união a partir do momento que se cumpram dois anos de vida comum.
O regime fiscal de entrega conjunta de IRS é opcional para as pessoas em união de facto (podem, à sua escolha, entregar uma declaração conjunta ou duas separadas). As pessoas casadas (que não estejam "separadas de facto") são obrigadas a entregar uma declaração conjunta.
A união de facto não tem obrigações automáticas do casamento civil como a obrigação de apoio, responsabilidade pelas dívidas contraídas, obrigação de fidelidade, etc. Alguns destes direitos em particular já foram parcialmente obtidos caso a caso recorrendo aos tribunais.

### Reconhecimento Familiar de União Entre Pessoas do Mesmo Sexo
Com a edição de 2001 da lei de União de Facto foi até certo ponto legalmente reconhecido e legitimado pelo Estado Português o carácter familiar das relações entre pessoas do mesmo sexo apoiado no conceito de Casa de morada de família utilizado no texto legal. Desde 1999 que existia uma lei de União de Facto apenas aplicável a pessoas de sexo oposto que foi ajustada nesta revisão.
Note-se que "carácter familiar" e "família" não são necessariamente a mesma coisa. O art. 36 da Constituição reconhece a todos os indivíduos residentes em território Português o direito de casar e de constituir família. A dissociação entre os direitos (casar e constituir família) levou diversos sectores doutrinais a sugerir que havia ali um reconhecimento constitucional de formas alternativas de família além do casamento.
O art. 1576 do Código Civil Português estabelece como fontes de relações familiares o casamento, o parentesco, a afinidade e a adopção. A adopção da Lei nº.7/2001 dividiu a doutrina no sentido de saber se a união de facto constituía uma nova fonte de relações familiares. Os sectores mais progressistas, encabeçados por Gomes Canotilho e Vital Moreira, concluíram pela afirmativa. Os sectores mais conservadores, encabeçados por Rita Lobo Xavier, aconselharam mais precaução no sentido da classificação de uma relação como "família" afirmando que existem formas alternativas de vida que não integram necessariamente o conceito de família (como é o caso da "economia em comum" aplicável a pessoas que vivam apenas em comunhão de mesa e habitação ou no caso dos casamentos polígamos).

### Economia comum
A Lei da Economia Comum não tem subjacente a existência de uma relação afectiva; diz respeito a pessoas que vivam em comunhão de mesa e habitação, podendo ser aplicada a mais de duas pessoas independentemente do seu género. Os direitos previstos não incluem pensões de qualquer tipo, tudo o resto é semelhante aos direitos base da Lei de União de Facto com adaptações para as situações com mais de duas pessoas. Direitos previstos em outros textos legais (como Código Penal) que referem a União de Facto não se aplicam à Economia Comum.

## No Brasil
No Brasil esta convivência fática é tratada de duas formas: união estável, quando duas pessoas convivem sem que haja impedimento de se casarem (artigos 1.723 a 1.726 do Código Civil) e o concubinato, quando homem e mulher têm relações não eventuais mas ao menos um deles é impedido de casar (artigo 1.727 do Código Civil). Justamente por isso, o concubinato não conta com qualquer proteção legal no sistema jurídico brasileiro.
No dia 5 de maio de 2011 o Supremo Tribunal Federal brasileiro reconheceu, por unanimidade, a possibilidade do estabelecimento da união estável entre pessoas do mesmo sexo. Desta forma, os mesmos direitos concedidos a casais heterossexuais serão válidos para as uniões homoafetivas.
No Brasil a união de fato, entre duas pessoas que não têm impedimento de se casarem, recebe o nome de "união estável", regulamentando a convivência entre duas pessoas sem que seja oficializado o casamento civil.
Após a Constituição Federal de 1988 reconhecer como entidade familiar a união estável entre um homem e uma mulher a Lei 8.971 de 1994 regulou a união estável que antes só recebia tutela dos tribunais como sociedade de fato, concedendo os primeiros direitos aos companheiros como a partilha dos bens adquiridos com a colaboração mútua, e um limitado direito de herança. Os direitos sociais então, já eram concedidos à companheira pelas leis da previdência e regimes tributários eram possíveis no caso de um companheiro(a) ser economicamente "dependente" do outro.
No atual Código Civil o artigo 1.723 dispôs a união estável exatamente nesses termos: "É reconhecida como entidade familiar a união estável entre o homem e a mulher, configurada na convivência pública, contínua e duradoura e estabelecida com o objetivo de constituição de família".
A Lei 9.278/96 (Lei da União Estável), chamada "Lei dos Conviventes",  assim definiu a união estável em seu artigo 1º: "É reconhecida como entidade familiar a convivência duradoura, pública e continua, de um homem e de uma mulher, estabelecida com objetivo de constituição de família".
A Lei 9.278/96, não estabeleceu prazo mínimo de convivência, tampouco fez menção à existência de filhos como requisito para a sua confirmação. Somente exigiu a intenção de constituir família, independente do estado civil das pessoas envolvidas. A estabilidade está associada à ideia de continuidade da relação e durabilidade da convivência. A publicidade ou notoriedade da união é característica de suma importância no aspecto processual, pois se trata de elemento probatório imprescindível quando se questiona a vinculação entre os companheiros.
A Lei 9.278 de maio de 1996, não derrogou senão parcialmente a primeira, mas avançou com estabelecimento de direitos e deveres recíprocos entre os companheiros, o estabelecimento de um regime de comunhão parcial de bens e a previsão de dissolução inter vivos da união e seus efeitos dentre os quais, pensões e partilha de bens.
O novo Código Civil Brasileiro (Lei n. 10.406 de 10 de janeiro de 2002) aplainou as arestas restantes do instituto da união estável tornando-a um sucedâneo muito semelhante ao casamento civil, a ela aplicáveis quase todas as normas do direito de família.
No texto legal, a união é vedada nos mesmos casos de impedimento do casamento, razão pela qual não seria possível a duas pessoas do mesmo sexo, posto que, como o casamento, a união estável é definida como a união entre um homem e uma mulher. No entanto, a constitucionalidade dessa vedação não é pacífica no judiciário brasileiro, havendo jurisprudência em contrário.
A união estável não era reconhecida a pessoas já casadas, mas com o advento do Novo Código Civil, há previsão quanto a pessoas casadas quanto buscando separação judicialmente ou apenas separados de fato (art. 1.723, § 1º).
O novo Código Civil, ao par de soerguer a união estável a patamares jurídicos bem próximos ao do casamento, no artigo 1.727 restabeleceu a figura do concubinato como relações não eventuais entre um homem e uma mulher impedidos de casar.
Independente de qualquer registro ou formalidade, a caracterização da união estável dá-se factualmente com a convivência dos companheiros more uxorio (como casados) por cinco anos[carece de fontes?], ou antes disto com o nascimento de filho. A Lei 9.278/96 não estipula prazo mínimo de convivência para a caracterização de união estável.
O Superior Tribunal de Justiça já decidiu que se há pelo menos a separação de fato, é possível a caracterização como união estável, não sendo possível, por outro lado, a concubina concorrer com a esposa, se não houve separação de fato: 
"A união estável pressupõe a ausência de impedimentos para o casamento, ou, pelo menos, que esteja o companheiro(a) separado de fato, enquanto que a figura do concubinato repousa sobre pessoas impedidas de casar. Se os elementos probatórios atestam a simultaneidade das relações conjugal e de concubinato, impõe-se a prevalência dos interesses da mulher casada, cujo matrimônio não foi dissolvido, aos alegados direitos subjetivos pretendidos pela concubina, pois não há, sob o prisma do Direito de Família, prerrogativa desta à partilha dos bens deixados pelo concubino. Não há, portanto, como ser conferido status de união estável a relação concubinária concomitante a casamento válido" (Recurso Especial 931155/RS, Relatora Min. Nancy Andrighi, julgado em 7 de agosto de 2007).

### Gradação entre casamento, união estável e concubinato
Ainda que a união estável deva ter a proteção do Estado, conforme disposição constitucional, o STF já decidiu que o instituto é similar ao casamento: "A essa orientação, não se opõe a norma do § 3º do art. 226 da Constituição de 1988, que, além de haver entrado em vigor após o óbito do instituidor, coloca, em plano similar ao do casamento, a chamada união estável, tanto que deve a lei facilitar a conversão desta naquele." (Mandado de Segurança n. 21.449, Relator o Ministro Octavio Gallotti, DJ 17.11.95, tribunal pleno). O Código Civil trata de maneira diferente o companheiro do cônjuge, como na questão dos direitos sucessórios (artigos 1.790 e 1.829). Dentre as diferenças ao direito à herança, pode-se citar o caso do falecido que não deixou ascendentes nem descendentes, mas apenas irmãos: se deixou também um cônjuge, cabe a esse toda a herança; se deixou companheira, essa terá direito a um terço da herança, cabendo os dois terços restantes aos irmãos.
Por outro lado, o mesmo STF também já decidiu que o concubinato é inferior à união estável:
"Companheira e concubina. Distinção. Sendo o Direito uma verdadeira ciência, impossível é confundir institutos, expressões e vocábulos, sob pena de prevalecer a babel. (…). A proteção do Estado à união estável alcança apenas as situações legítimas e nestas não está incluído o concubinato. (…). A titularidade da pensão decorrente do falecimento de servidor público pressupõe vínculo agasalhado pelo ordenamento jurídico, mostrando-se impróprio o implemento de divisão a beneficiar, em detrimento da família, a concubina." (RE 590.779, Rel. Min. Marco Aurélio, julgamento em 10 de fevereiro de 2009, 1ª Turma, DJE de 27 de março de 2009)
E dentro do concubinato, há as situações que têm direitos garantidos pela Lei nº 8.971/94 (havendo filho em comum ou união de mais de cinco anos, desde que sejam solteiros, divorciados, viúvos ou separados judicialmente), sendo que as demais uniões (por exemplo, onde um mantém o convívio com duas famílias ou, não havendo filhos em comum, não tenham cinco anos de convivência) não têm direitos garantidos em lei.

### União entre pessoas do mesmo sexo
A ADPF 132, proposta pelo governador do Rio de Janeiro Sérgio Cabral Filho, pedia a equiparação das uniões homoafetivas (entre pessoas do mesmo sexo) com a união estável prevista no art. 1723 do Código Civil. A utilização da ADPF para discutir o assunto foi indicada pelo próprio ministro do Supremo Tribunal Federal Celso de Mello, que considerou a questão relevante sob a ótica constitucional.
No dia 5 de maio de 2011, o STF julgou a ADPF 132 e reconheceu, por unanimidade, a validade das uniões estáveis de casais do mesmo sexo. Com a decisão do STF, estende-se à união homoafetiva 112 direitos que até então eram exclusivos dos casais heterossexuais que vivem juntos, dentre eles a comunhão parcial de bens, a pensão alimentícia, pensões do INSS e a adoção.